# Cholonge

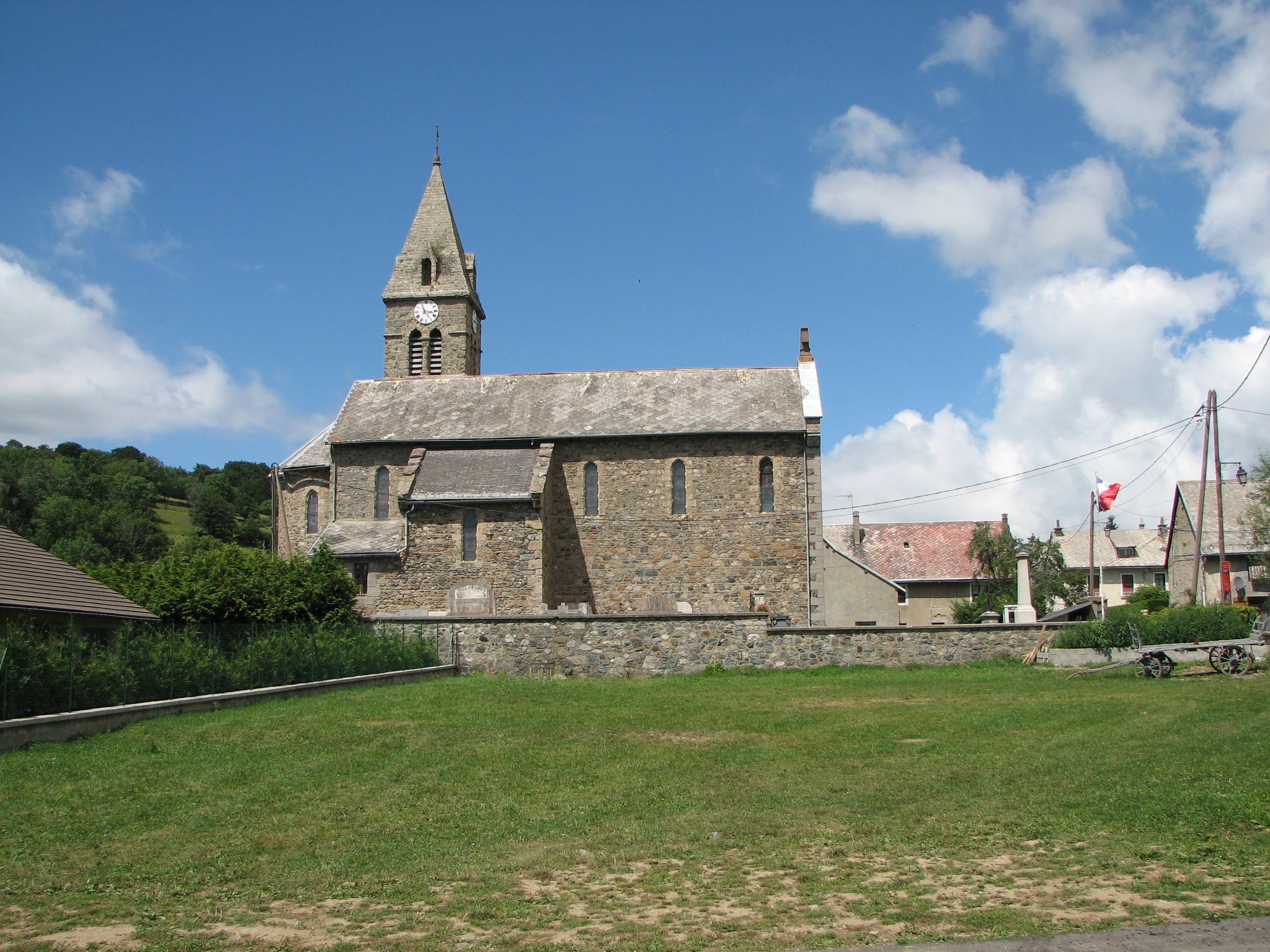
Kerk

Cholonge is een gemeente in het Franse departement Isère (regio Auvergne-Rhône-Alpes) en telt 290 inwoners (2005). De plaats maakt deel uit van het arrondissement Grenoble.

## Geografie
De oppervlakte van Cholonge bedraagt 8,9 km², de bevolkingsdichtheid is 32,6 inwoners per km².
De onderstaande kaart toont de ligging van Cholonge met de belangrijkste infrastructuur en aangrenzende gemeenten.

## Demografie
Onderstaande figuur toont het verloop van het inwonertal (bron: INSEE-tellingen).